# Toshiya Takagi
Toshiya Takagi (født 25. november 1992) er en japansk fodboldspiller.
Han har spillet for flere forskellige klubber i sin karriere, herunder Montedio Yamagata, JEF United Chiba og Kashiwa Reysol.